# ATP Finals 2024 – Simplu
Finala ATP 2024 la simplu masculin a avut loc la mijlocul noiembrie 2024. Novak Djokovic a fost campionul în exercițiu, dar s-a retras din turneu din cauza unei accidentări. Aceasta va fi prima dată când niciunul dintre cei Big Three nu va participa la turneu din 2001.
Jannik Sinner a câștigat titlul la simplu la Finala ATP 2024, învingându-l pe Taylor Fritz în finală, cu 6–4, 6–4. Sinner a câștigat titlul fără să piardă un set. El a câștigat Australian Open, US Open și Turneul Campionilor în același sezon, ceea ce au mai reușit în istoria precedentă doar Federer (2004, 2006-2007) și Djokovic (2015 și 2023). Sinner a câștigat cel de-al optulea titlu în 2024, cel mai mare număr într-un sezon calendaristic de la cele nouă trofee ale lui Andy Murray în 2016. Este cel de-al 18-lea titlu general pentru Sinner.
Alex de Minaur și-a făcut debutul la simplu la acest eveniment. El a devenit primul australian calificat în competiția de simplu de la Lleyton Hewitt în 2004. Taylor Fritz a devenit primul american care a ajuns în finala ATP după James Blake în 2006.

## Capi de serie
1. Jannik Sinner (campion)
2. Alexander Zverev (semifinală)
3. Carlos Alcaraz (round robin)
4. Daniil Medvedev (round robin)
5. Taylor Fritz (semifinală)
6. Casper Ruud (finală)
7. Alex de Minaur (round robin)
8. Andrei Rubliov (round robin)

## Rezerve
1. Grigor Dimitrov (nu a jucat)
2. Stefanos Tsitsipas (nu a jucat)

## Tabloul principal

#### Explicația simbolurilor
- Q = calificare
- WC = Wild card
- LL = Lucky loser
- Alt = înlocuitor
- SE = scutire specială
- PR = clasament protejat
- ITF = calificat prin clasament ITF
- JE = junior scutit
- w/o = victorie fără opoziție
- r = retras
- d = descalificat

### Finală
|  | Semifinale | Semifinale       | Semifinale | Semifinale   | Semifinale |   |               | Finală | Finală | Finală | Finală | Finală |  |
|  |            |                  |            |              |            |   |               |        |        |        |        |        |  |
|  | 1          | Jannik Sinner    | 6          | 6            |            |   |               |        |        |        |        |        |  |
|  | 1          | Jannik Sinner    | 6          | 6            |            |   |               |        |        |        |        |        |  |
|  | 6          | Casper Ruud      | 1          | 2            |            |   |               |        |        |        |        |        |  |
|  | 6          | Casper Ruud      | 1          | 2            |            | 1 | Jannik Sinner | 6      | 6      |        |        |        |  |
|  |            |                  |            |              |            | 1 | Jannik Sinner | 6      | 6      |        |        |        |  |
|  |            |                  | 5          | Taylor Fritz | 4          | 4 |               |        |        |        |        |        |  |
|  | 2          | Alexander Zverev | 5          | Taylor Fritz | 4          | 4 | 3             | 6      | 63     |        |        |        |  |
|  | 2          | Alexander Zverev |            |              |            |   |               |        |        |        |        |        |  |
|  | 5          | Taylor Fritz     | 6          | 3            | 7          |   |               |        |        |        |        |        |  |

### Grupa Ilie Năstase
|   |                 | Sinner   | Medvedev | Fritz         | de Minaur     | RR C–P | Set C–P      | Game C–P       | Clasament |
| 1 | Jannik Sinner   |          | 6–3, 6–4 | 6–4, 6–4      | 6–3, 6–4      | 3–0    | 6–0 (100%)   | 36–22 (62.07%) | 1         |
| 4 | Daniil Medvedev | 3–6, 4–6 |          | 4–6, 3–6      | 6–2, 6–4      | 1–2    | 2–4 (33.33%) | 26–30 (46.43%) | 3         |
| 5 | Taylor Fritz    | 4–6, 4–6 | 6–4, 6–3 |               | 5–7, 6–4, 6–3 | 2–1    | 4–3 (57.14%) | 37–33 (52.86%) | 2         |
| 7 | Alex de Minaur  | 3–6, 4–6 | 2–6, 4–6 | 7–5, 4–6, 3–6 |               | 0–3    | 1–6 (14.29%) | 27–41 (39.71%) | 4         |

### Grupa John Newcombe
|   |                  | Zverev        | Alcaraz        | Ruud          | Rubliov        | RR C–P | Set C–P      | Game C–P       | Clasament |
| 2 | Alexander Zverev |               | 7–6(7–5), 6–4  | 7–6(7–3), 6–3 | 6–4, 6–4       | 3–0    | 6–0 (100%)   | 38–27 (58.46%) | 1         |
| 3 | Carlos Alcaraz   | 6–7(5–7), 4–6 |                | 1–6, 5–7      | 6–3, 7–6(10–8) | 1–2    | 2–4 (33.33%) | 29–35 (45.31%) | 3         |
| 6 | Casper Ruud      | 6–7(3–7), 3–6 | 6–1, 7–5       |               |                | 1–1    | 2–2 (50%)    | 22–19 (53.66%) | 2         |
| 8 | Andrei Rubliov   | 4–6, 4–6      | 3–6, 6–7(8–10) |               |                | 0–2    | 0–4 (0%)     | 17–25 (40.48%) | 4         |

Ordinea este determinată de: 1. numărul de victorii; 2. numărul de meciuri; 3. în caz de egalitate doi jucători, rezultat head-to-head; 4. în caz de egalitate trei jucători, procentul de seturi câștigate, apoi procentul de game-uri câștigate, apoi rezultat head-to-head; 5. clasament ATP.